# Casa das Canoas

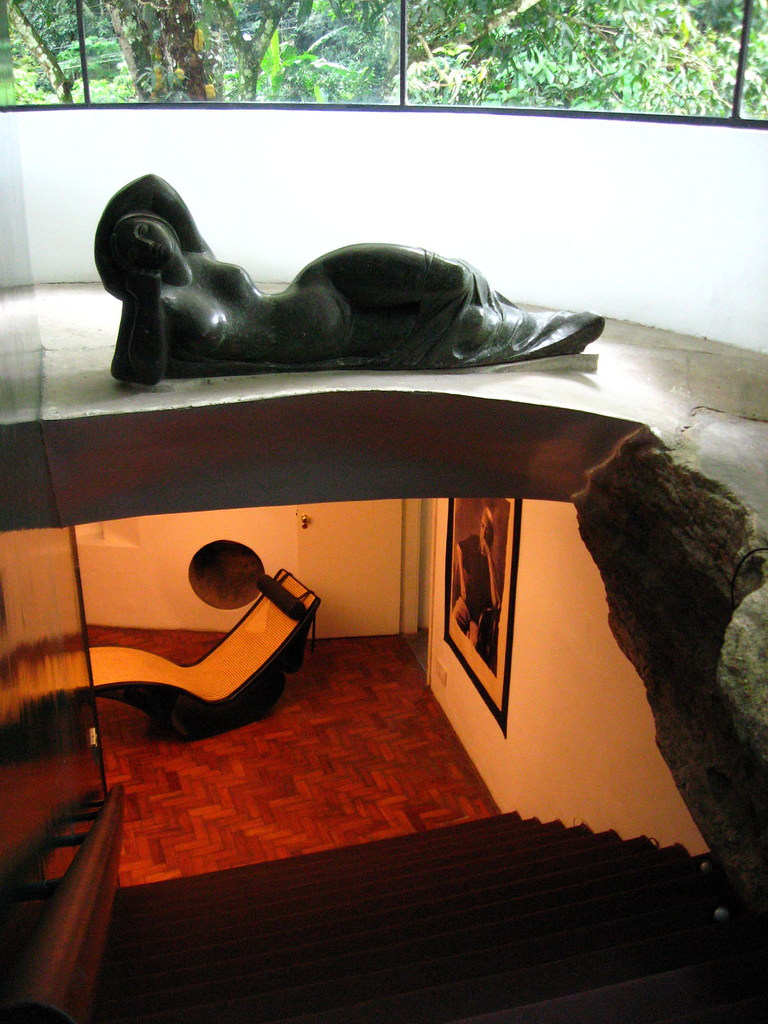
Der Treppenabgang ins Untergeschoss

Das Haus in Canoas (Casa das Canoas) wurde 1953 von dem brasilianischen Architekten Oscar Niemeyer in Barra da Tijuca, Rio de Janeiro erbaut. Das Haus stellte das persönliche Wohngebäude Niemeyers bis 1959 dar und war für rund 20 Jahre der Öffentlichkeit geöffnet.
Markant sind vor allem der fließende Grundriss des Gebäudes sowie des angrenzenden Schwimmbeckens, als auch die niedrige Höhe des Bauwerks, durch welche der besondere Standort in der Natur hervorgehoben wird. Dominierende Baustoffe sind Stahlbeton und Glas, wobei durch die großzügige Verglasung wiederum eine Verschmelzung von Innen und Außen bewirkt wird. Der Wohnraum selbst ist offen gestaltet.
Nach dem Tod Niemeyers 2012 kam es zum Streit zwischen dessen Erben und der Oscar-Niemeyer-Stiftung. Das Haus, das sich im Besitz der Stiftung befindet, verkam über die Jahre und ist sanierungsbedürftig. Besucher werden seit 2018 nicht mehr empfangen. Die finanziellen Kosten für eine Instandsetzung wurden im Jahr 2019 mit 2,7 Millionen Real taxiert. Die Familie Niemeyers wirft der Stiftung eine schlechte Planung und Organisation der Sanierung vor, die zu weitgehenden Verzögerungen geführt hätten. Vonseiten der Stiftung werden Baumängel als Grund für den Sanierungsstau vorgetragen, die bereits seit der Erstellung des Gebäudes bestanden hätten.